# 范春沼
范春沼（1920年11月20日—2018年8月7日），原越南共和國軍中將，曾任越南共和國駐中華民國大使，也是該國最後一任駐韓國大使。

## 生平

### 早年經歷
1920年11月20日，范春沼出生於越南北方寧平省。

### 法蘭西聯盟軍
1945年底，范春沼入伍，軍籍編號為40/301.796。隨後就讀於1946年1月1日在老街沙垻開課的陳國峻陸軍軍校第四期。同年12月，他以准尉軍銜畢業。畢業后，他前往中華民國的黃埔軍校學習。1947年4月回國后，他晉升少尉，在法蘭西聯盟軍隊的步兵營服役。1948年6月，晉升中尉，被特調至發豔的天主教教派武裝的輔助部隊單位擔任參謀長。

### 越南國軍
1950年，越南國軍成立後，范春沼轉入越南國軍服役，並晉升上尉。1952年7月，他被派往法國巴黎的參謀學院（École d'État Major de Paris, France）學習，1953年初回國。1954年8月，在日內瓦協定簽署之後，他前往南方，並晉升少校，被任命為駐紮在中部高地的第18越南營營長。

### 1975年後
1975年4月底，越戰進入尾聲、西貢陷落導致越南共和國政府崩潰，時任越南共和國駐大韓民國大使的范春沼成為末任大使。同年5月17日，大使館關閉後范攜帶滯留韓國的家人流亡美國，後定居於馬利蘭州。
2018年8月7日，范春沼在美國馬里蘭州洛克維爾逝世，享壽98歲。

## 家庭
范春沼與妻子阮麗霞（Nguyễn Lệ Hà）育有八個子女（三個兒子和五個女兒），還有一名養子。

## 榮譽
- 二等保國勳章[2]
- 帶楊柳枝的英勇配星[2]
- 英勇十字勳章[2]